# Margaret Mann
Margaret Mann (Aberdeen, Escocia, 4 de abril de 1868 – Los Ángeles, California, 4 de febrero de 1941) fue una actriz escocesa-estadounidense.

## Biografía

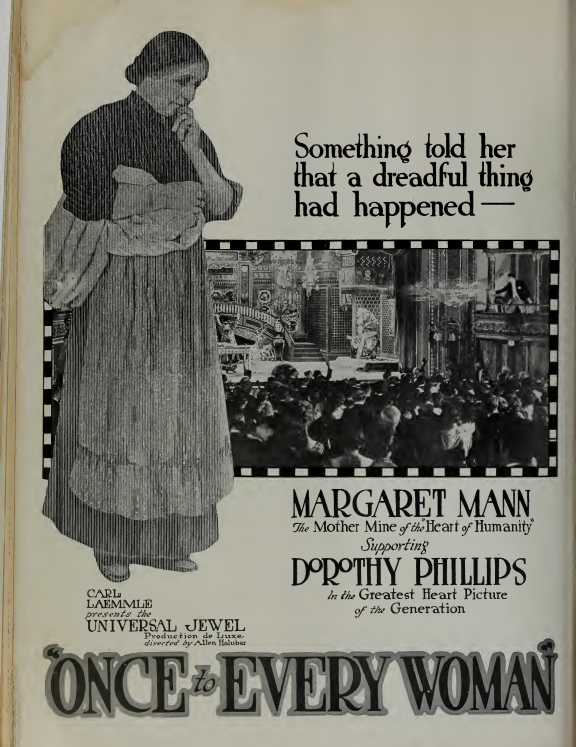
Mann en Once to Every Woman (1920)

Margaret Mann apareció en varias películas durante la era de cine mudo, incluyendo Black Beauty (1921), y tuvo un papel protagónico en la película Cuatro hijos (1928), dirigida por John Ford. Principalmente, interpretaba papeles de madre, donde se mostraba una actitud de bondad o sufrimiento. Tras la llegada de la era sonora, empezó a interpretar papeles menores, y a menudo no era acreditada. Mann interpretó a la abuela Mrs. Mack en dos películas cómicas de Our Gang en 1931. También interpretó papeles menores en Frankenstein, You Can't Take It With You, Lo que el viento se llevó y Mr. Smith Goes to Washington (1939). Su última aprición fue en The Remarkable Andrew (1942), siendo estrenada un año después de su muerte.

## Vida personal
Mann murió de cáncer en 1941, a los 72 años. No se tiene mucha información sobre su vida privada, aunque un comunicado de 1928 afirmó que Mann había sufrido varias tragedias y momentos difíciles en la mayor parte de su vida. Su esposo era James F. Smythe.

## Filmografía
- The Skylight Room (1917)
- The Heart of Humanity (1918)
- The Right to Happiness (1919)
- The Red Lane (1920)
- Once to Every Woman (1920)
- Black Beauty (1921)
- Man, Woman & Marriage (1921)
- The Smart Sex (1921)
- Desert Blossoms (1921)
- The Millionaire (1921)
- The New Disciple (1921)[2]
- The Call of the East (1922)
- Don't Write Letters (1922)
- Love in the Dark (1922)
- Officer 444 (1926)
- The Scarlet Letter (1926)
- Upstream (1927)
- Annie Laurie (1927)
- Cuatro hijos (1928)
- El viento (1928)
- The River (1928)
- Disraeli (1929)
- Romance (1930)
- Men of the North (1930)
- Helping Grandma (1931, Cortometraje)
- Born to Love (1931)
- Fly My Kite (1931, Short)
- Five and Ten (1931)
- Broadminded (1931)
- La huerfanita (1931)
- Expensive Women (1931)
- Bad Company (1931)
- Frankenstein (1931)
- West of Broadway (1931)
- Husband's Holiday (1931)
- Secret Menace (1931)
- Forbidden (1932)
- Hotel Continental (1932)
- Stranger in Town (1932)
- If I Had a Million (1932)
- Uptown New York (1932)
- Bachelor Mother (1932)
- Rasputin and the Empress (1932)
- The Mysterious Rider (1933)
- Los crímenes del museo (1933)
- Pilgrimage (1933)
- Torch Singer (1933)
- Fugitive Lovers (1934)
- Beloved (1934)
- Guilty Parents (1934)
- I Hate Women (1934)
- The World Moves On (1934)
- One More River (1934)
- Pursued (1934)
- Charlie Chan in London (1934)
- Judge Priest (1934)
- Love Time (1934)
- The Painted Veil (1934)
- Little Men (1934)
- The Gay Bride (1934)
- The Man Who Reclaimed His Head (1934)
- Life Returns (1935)
- Kentucky Blue Streak (1935)
- The Murder Man (1935)
- Bonnie Scotland (1935)
- The Bohemian Girl (1936)
- Song and Dance Man (1936)
- The Country Doctor (1936)
- Florida Special (1936)
- The Law Rides (1936)
- The Phantom Rider (1936, Serial)
- Hollywood Boulevard (1936)
- Undercover Man (1936)
- Theodora Goes Wild (1936)
- Pennies from Heaven (1936)
- Conflict (1936)
- Let Them Live (1937)
- Gun Lords of Stirrup Basin (1937)
- You Can't Take It with You (1938)
- Federal Man-Hunt (1938)
- Charlie Chan at Treasure Island (1939)
- Mr. Smith Goes to Washington (1939)
- Lo que el viento se llevó (1939)
- The Remarkable Andrew (1942)